# Opius lucidoides
Opius lucidoides är en stekelart som beskrevs av Papp. Opius lucidoides ingår i släktet Opius och familjen bracksteklar. Inga underarter finns listade i Catalogue of Life.